# ヴァジャ・プシャヴェラ
ヴァジャ・プシャヴェラ （グルジア語: ვაჟა–ფშაველა, Vazha-Pshavela, 1861年7月26日 — 1915年7月10日）は、グルジアの小説家。本名はルカ・ラズイカシュヴィリ(グルジア語: ლუკა რაზიკაშვილი, Luka Razikashvili）。彼の作品はグルジア近代文学の古典として知られる。

## 来歴・人物
ヴァジャ・プシャヴェラはグルジア東部のChargali村の教会の家族の中で生まれた。彼はポピュリストグルジア人近くであった、1882年にゴリのトランスコーカシアン教育神学校を卒業したのち、1883年に聴講生としてサンクトペテルブルク大学の法学部に入ったが、財政的制約のため、1884年にグルジアに戻り、グルジア語の教師となった。彼はまた、グルジア解放の国民運動代表としても著名だった。
村の司祭独学の息子、時間の学校の先生は、山の中で群れと狩猟を保つ、土を耕し、農民のシンプルな生活を送っていた。ハード冬の長い夜の間にフーのおや私 –"ფშავი"、彼は詩を作曲してニュースを書いた。彼はめったに単に編集者は彼の重いから描いた原稿の中でトビリシの場所にダウン乗っていません。長い詩その民族誌学者や民俗学者、卓越したスタイル、これはあまりにも短い詩を書いたすべての偉大な詩人を超えている。
詩人哲学者は、深く異教と汎神論の概念で、少し不思議な世界では、同じドロップではないという気持ちを上って、人すべてが、話す感じ、苦しみ、生きるとりわけ唯一のクリーチャー（など）で見る雨や水やりの雪片の土地と無限に復活。彼は永遠に社会から排除さ再会の下の罰を逃れることができない山グルジアおもてなしと復讐の古代の慣行を、描いている。
彼の最高の組成物では叙事詩ヴァジャ・プシャヴェラ村は、個人と社会、国家の前に人間と自然、愛と義務の間の相互作用の問題点を露呈した。
ヴァジャ・プシャヴェラ村は1915年7月10日にトビリシで死亡した。彼はジョージアの解放の国民運動の代表だった。
詩人ヴァジャ・プシャヴェラ村山は、確かにようであるドナルド・ 再へのやフィールド書かれた、『質的に別のグルジア当局より大きい振幅』"。

## 作品

### 詩
- 『アルミダ・私するラウリ』（1888年）。ალუდა ქეთელაური
- 『富栄アフトゥリ鬼』（1892年）。ბახტრიონი
- 『ゲストとホスト』（18931年）。სტუმარ–მასპინძელი
- 『血液の価格』（1897年）。სისხლის ძიება
- 『蛇のホール』（1901年）。გველის მჭამელი

- 『ごちそう』（1886年）。ქეიფი
- 『ゴールドフィンガーの意志』（1891年）。ნიბლიას ანდერძი
- 『高原の夜』（1890年）。ღამე მთაში

### ニュース
- 『物語の鹿』（1883年）。შვლის ნუკრის ნაამბობი
- 『古いブナ』（1889年）。ხმელი წიფელი
- 『山の上』（1895年）。მთანი მაღალნი

### ドラマ
- 『山の風景』（1889年）。სცენა მთაში
- 『祖国から追放』（1894年）。მოკვეთილი
- 『コメディの森』（1911年）。ტყის კომედია

### フィルモグラフィ
- 1967年：Vedreba[3] （懇願）、詩によるロマンチックなドラマ、ヴアザ・プシャヴェラ『アルミダ・私するラウリ』と『ゲストとホスト』、ステージ[テンギズ・オボリットル広告自身[4]。
- 1992年：Mokvetili[5]ロマンチックなドラマ、ヴアザ・プシャヴェラによると『祖国から追放』ドラマ、マネージャジア・マータ壊滅させる。